# Бурлаки на Волге (фильм, 1936)
«Бурлаки на Волге» — французский фильм 1936 года режиссёра Владимира Стрижевского.

## Сюжет
В 1912 году российский офицер ошибочно обвиняется в краже секретных документов. Его единственное алиби, что он провёл ночь с женой полковника. Но он даёт себя осудить, чтобы не компрометировать любимую женщину. Ему удается сбежать и скрыться под видом бедного бурлака. В конце концов он докажет свою невиновность.

## В ролях
- Пьер Бланшар — лейтенант Вадим Борзин
- Вера Корен — Лидия Горев
- Шарль Ванель — полковник Горев
- Валерий Инкижинов — Киро
- Раймон Эмос — Бройнька
- Альбер Дювале — бурлак
- Морис Тийе — бурлак
- Жорж Приер — судья

## Съёмочная группа
Ряд кинематографистов, принимавших участие в создании фильма, были из числа эмигрантов, покинувших Россию после Революции и в 1920-е годы, или связаны с Россией:
Фильм снят по оригинальному сценарию Жозефа Кесселя — известного французского писателя, обладателя Большой премии Французской академии. Связи с Россией у Кесселя были ещё со времён Гражданской войны — в 1918 году в составе французских экспедиционных войск он был во Владивостоке, в 1922 году написал несколько очерков на русском языке для газеты «Последние новости».
Режиссёр фильма Владимир Стрижевский эмигрировал во Францию в 1920 году.
Художник-постановщик — Сергей Пименов, в 1923 году эмигрировавший во Францию, известный декоратор, в частности, работал над декорациями фильма «Отверженные».
Вторым оператором фильма был Федот Бургасов до эмиграции работавший с режиссёром Яковом Протазановым, в частноти снимал его считающийся выдающимся достижением российского дореволюционного кинематографа фильм «Отец Сергий».
Музыку к фильму написал композитор Мишель Мишле — до эмиграции известный как Михаил Исаакович Левин, преподаватель Санкт-Петербургской и Киевских консерваторий.
Играющий бурлака Морис Тийе — профессиональный рестлер (с необычной внешностью, прообраз Шрека) — француз, но родился и вырос в России, где его отец был инженером на железной дороге.